# Grand Champions Brasil
Grand Champions Brasil é a etapa brasileira do torneio de tênis ATP Champions Tour.
A primeira edição foi em 2007. Até 2013, quando foi incluído o Grand Champions Rio no calendário, esta era a única etapa nacional do circuito.

## Resultados
| Edição | Ano  | Campeão         | Vice-Campeão       | Placar (Partida Final) | Terceiro Lugar     | Ref.  |
| ------ | ---- | --------------- | ------------------ | ---------------------- | ------------------ | ----- |
| I      | 2007 | Sergi Bruguera  | Fernando Meligeni  | 7–6(3), 6–4            | Mats Wilander      |       |
| II     | 2008 | Pete Sampras    | Marcelo Ríos       | 6–2, 7–6(5)            | Jaime Oncins       |       |
| III    | 2009 | Thomas Enqvist  | Fernando Meligeni  | 7–6(3), 6–3            | Henri Leconte      | [ 4 ] |
| IV     | 2010 | Thomas Enqvist  | Guy Forget         | 3–6, 6–4, [10–3]       | Yevgeny Kafelnikov | [ 5 ] |
| V      | 2011 | Carlos Moyá     | Thomas Enqvist     | 7-6(0), 6-3            | Flavio Saretta     | [ 6 ] |
| VI     | 2012 | Fabrice Santoro | Mark Philippoussis | 6–3, 6–4               | Thomas Enqvist     | [ 7 ] |